# Zwarte wikke
De zwarte wikke of smalle wikke (Vicia sativa var. nigra) is een plant uit het geslacht wikke (Vicia) uit de vlinderbloemenfamilie (Leguminosae). De soort komt van nature voor in Europa, Noord-Afrika en Zuidwest-Azië en is van daaruit verder verspreid over de hele wereld. Het aantal chromosomen is 2n = 12.
De vaak liggende plant wordt tot 1 m lang en heeft een dunne stengel. Het 2-6 mm brede, lancet- tot lijnlancetvormige blad is geveerd en bestaat uit zes tot twaalf, ten minste drie mm brede deelblaadjes. De deelblaadjes van de bovenste bladeren zijn veel smaller dan die van de onderste bladeren. Aan de top bevindt zich een al dan niet vertakte rank. De steunblaadjes kunnen getand zijn en zijn voorzien van een donkere vlek.
De zwarte wikke bloeit met alleenstaande bloemen of met één of twee paar bloemen in de bladoksels. Ze zijn kortgesteeld. De bloeiperiode loopt van mei tot juli (september). De loodrecht naar boven gebogen vlag van de bloem is roodpaars en de zwaarden rood. De bloem is 1-1,8 cm lang. De kelktanden zijn iets korter dan de kelkbuis.
De zwarte wikke draagt een 3-4 cm lange, kale peul die bij rijpheid donkerbruin tot zwart is. De peul bevat vier tot tien geel- of kastanjebruine zaden.
De zwarte wikke staat op zonnige en warme, open tot grazige, niet te zure, droge tot matig vochtige, voedselarme tot voedselrijke, vaak iets kalkhoudende grond, bestaande uit zand, leem, zavel, mergel en löss. Deze vroeger als groenbemester gebruikte plant groeit in schrale graslanden, bermen en op dijken, op rotsachtige plaatsen, in graanakkers en ruigten, langs heggen en in schrale overhoekjes, op spoorwegterreinen en braakliggende grond. Ook is ze te vinden op rivierduinen en allerlei plaatsen in de zeeduinen en verder op omgewerkte grond, in afgravingen en ander ruderale plekken. Het is tegenwoordig een kosmopoliet. In Nederland is ze algemeen, waarbij de opmerking gemaakt moet worden dat zwarte wikke waarschijnlijk minder voorkomt dan de verspreidingsatlas aangeeft en voor 2005 niet onderscheiden werd van de ondersoort vergeten wikke. Voor de verschillen tussen de ondersoorten komen vooral bloem- en bladkenmerken, naast kenmerken van de rijpe peulen in beeld.

Zwarte wikke
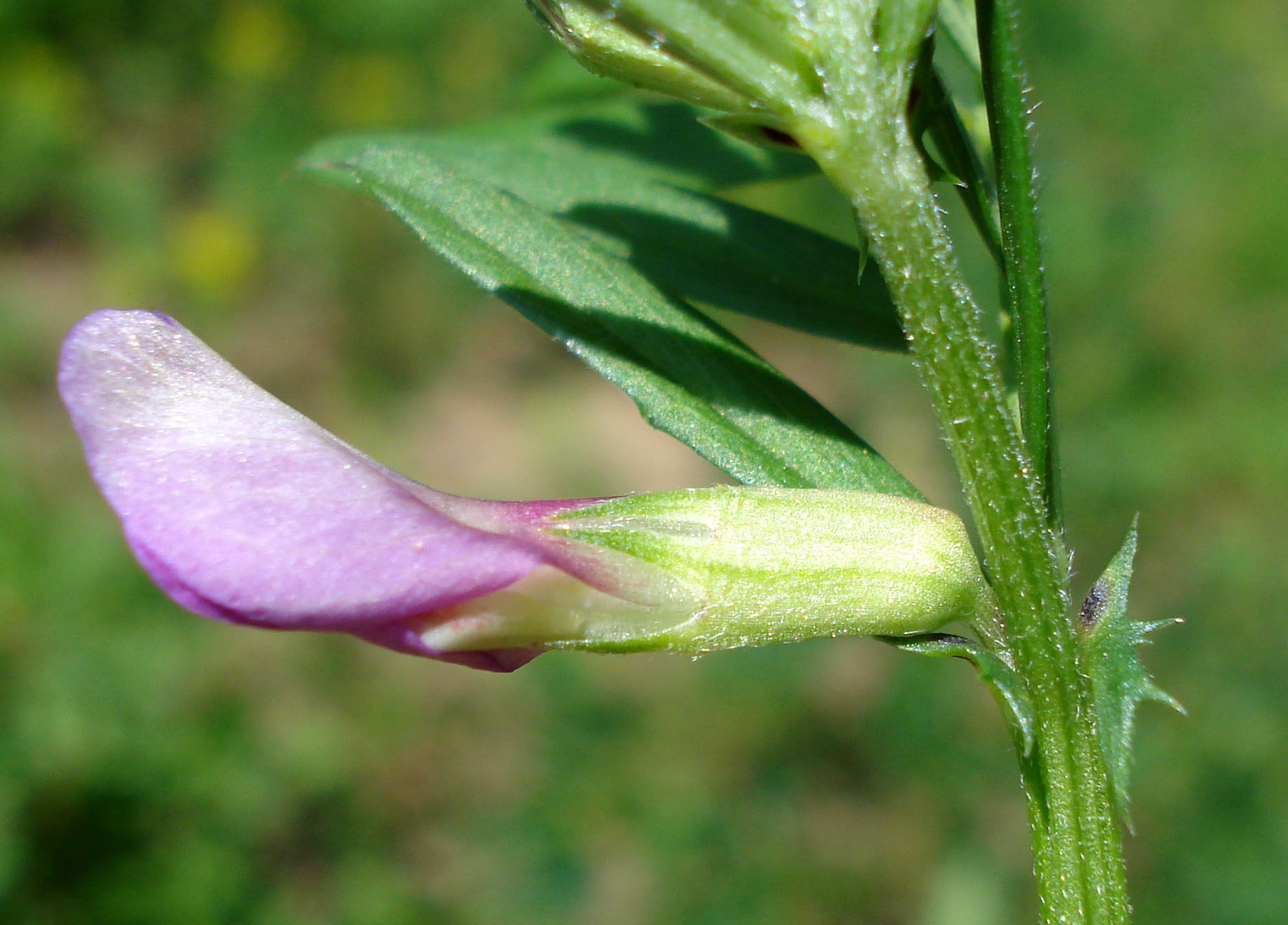
Kelkbuis
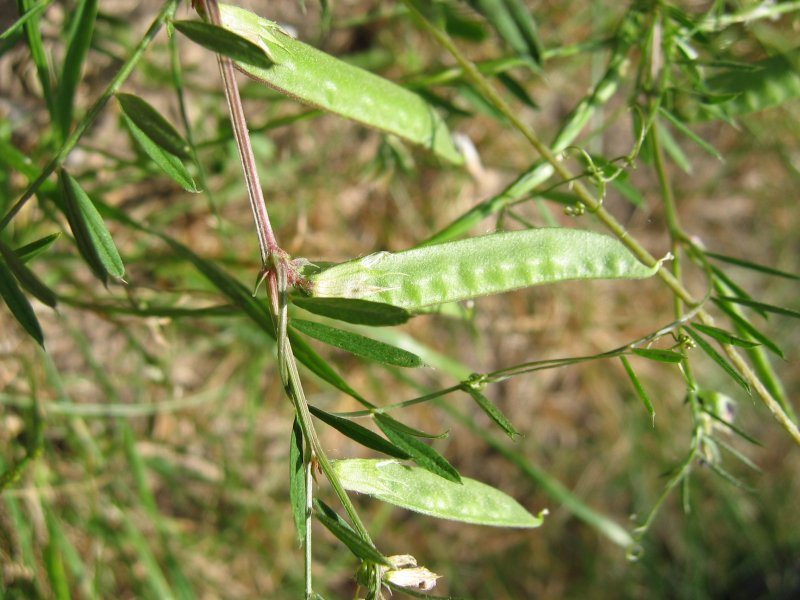
Jonge peul
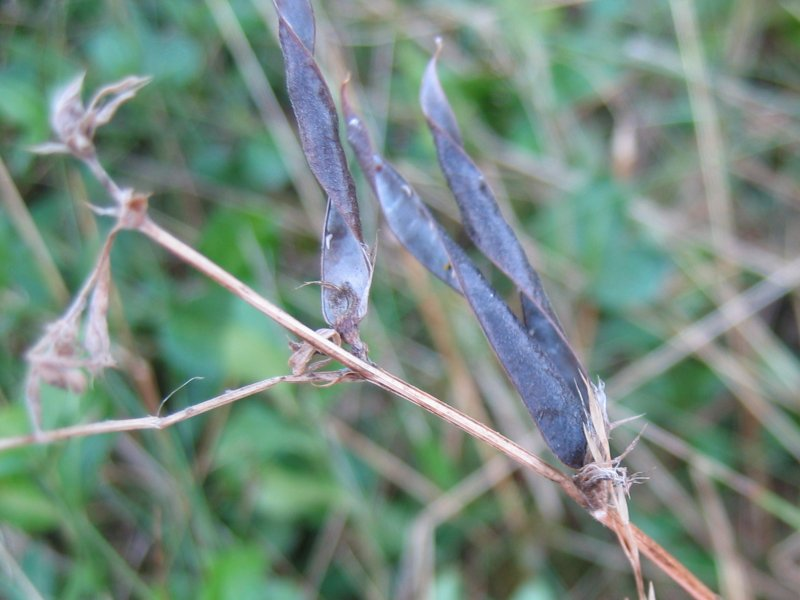
Rijpe peul
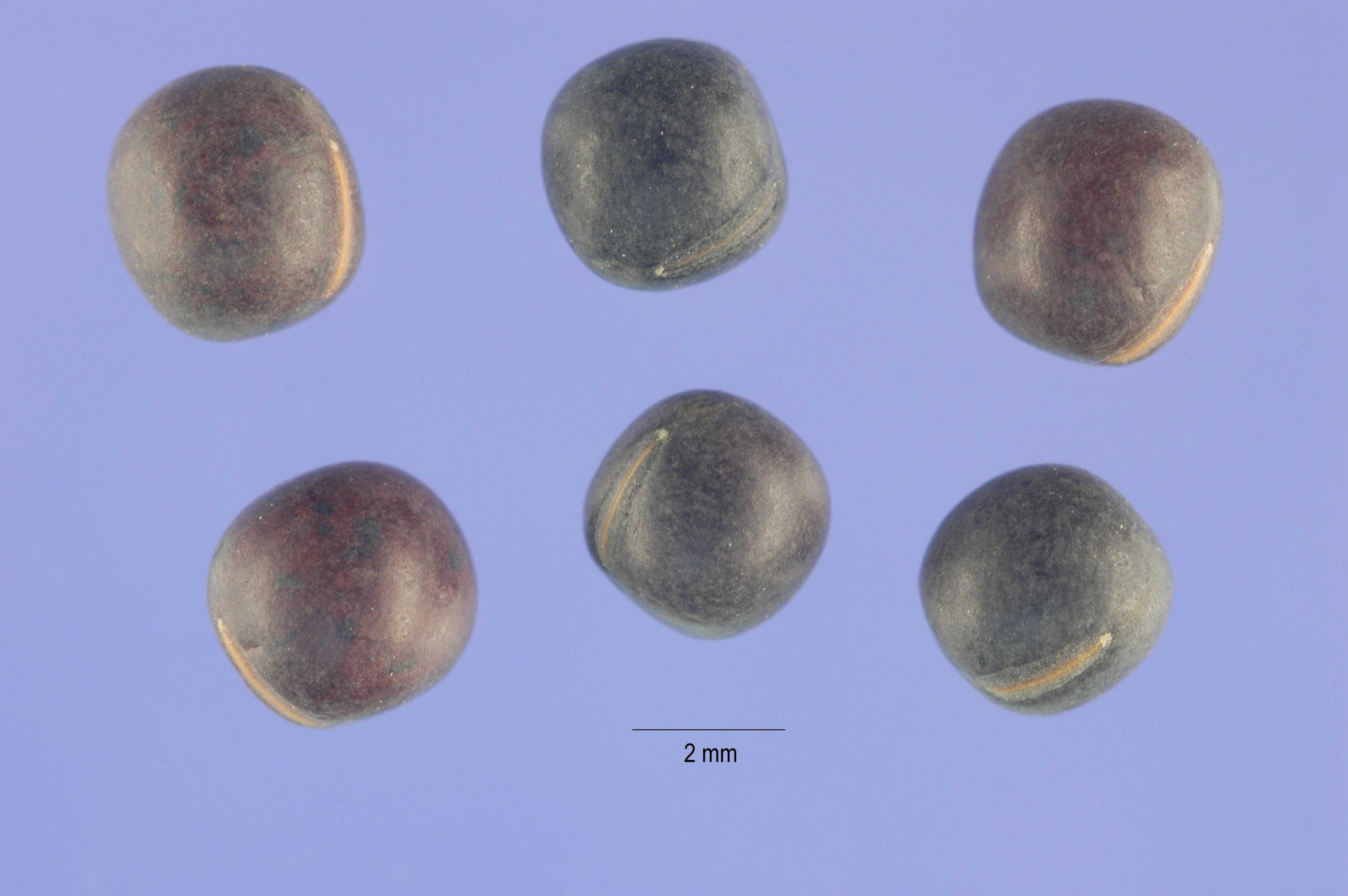
Zaden